# Giuvărăşti
Giuvărăşti é uma comuna romena localizada no distrito de Olt, na região de Oltênia. A comuna possui uma área de 31.72 km² e sua população era de 2584 habitantes segundo o censo de 2007.